# Cop d'estat de Rucunshu
El cop d'estat de Rucunshu, també conegut com la "revolució de palau de Rucunshu" és un esdeveniment sagnant de finals d'any 1896 que va marcar permanentment la història de Ruanda. En moltes publicacions en que busquen els possibles orígens del genocidi de Ruanda en 1994, les referències a Rucunshu no són poc comuns i alguns es posen a parlar del cop d'estat com a "primer genocidi".

## Esdeveniments
Al final de segle xix el llarg regnat del mwami (rei) Kigeri IV Rwabugiri, que es caracteritza per una intensa activitat militar, acaba de manera inesperada en 1895 quan el governant va caure greument malalt i va morir quan anava a suprimir una rebel·lió al regne de Bushi (actual República Democràtica del Congo).
Ja en 1889, Kigeri IV va acordar la seva successió i va decidir que el seu fill Rutarindwa el succeís sota el nom de Mibambwe IV Rutarindwa. La mare del noi ja havia mort i la posició de la reina mare era particularment important a la monarquia ruandesa, i va confiar aquest paper a una altra de les seves dones, Kanjogera, del clan Bega. Però aquesta tenia un fill, Musinga. A la mort del "mwami", Mibambwe IV Rutarindwa és entronitzat, però els dos clans s'oposen immediatament a la cort, es multipliquen conspiracions i massacres. Amb l'ajuda del seu germà Kabare, cap militar expert, la reina mare Kanjogera va fomentar un cop que va acabar amb l'incendi de la residència reial, la mort del jove rei i el seu entorn, i l'arribada en poder del seu mig germà Musinga, sota el nom dinàstic de Yuhi V Musinga.
No obstant això, les lluites de poder continuaren, perquè Musinga, encara massa jove per governar, era fill únic, mentre que el rei mort tenia més germans, possibles pretendents al tron. La reina-mare i el seu germà exerciren la regència i eliminaren els adversaris.

## Posteritat
Aquests esdeveniments van dividir definitivament Ruanda i van marcar els esperits.
E. Ruhashya va dedicar un llarg poema èpic a aquest episodi sagnant.
Jean-Chrysostome Nsabimana dit Seruhuga (1946-1987) és l'autor d'una obra de teatre polític titulat Mburanye Rucunshu qui li va costar la presó.
Avui dia encara, l'expressió « byacikiye ku Rucunshu » – « les coses es trenquen (com) a Rucunshu » – s'aplica a qualsevol enfrontament mortal.